# Сферули (геологія)

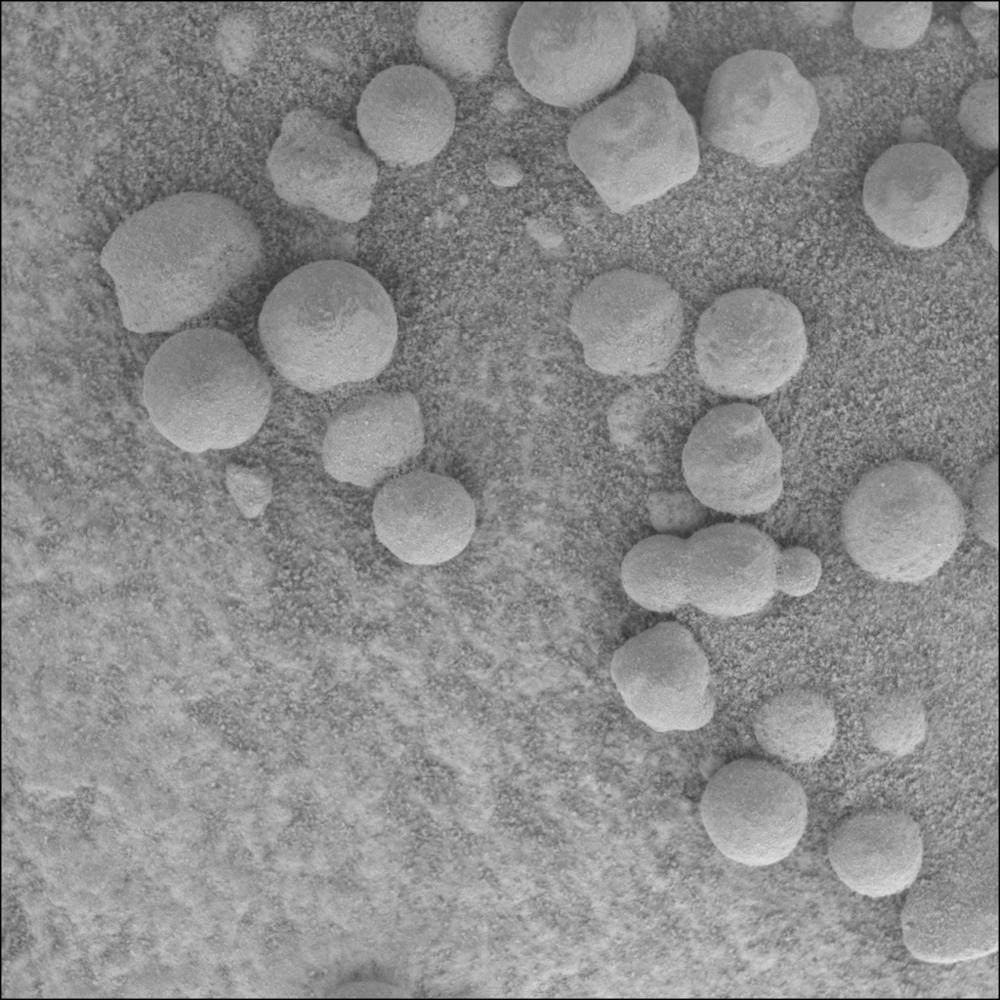
Фото марсіанських сферул.

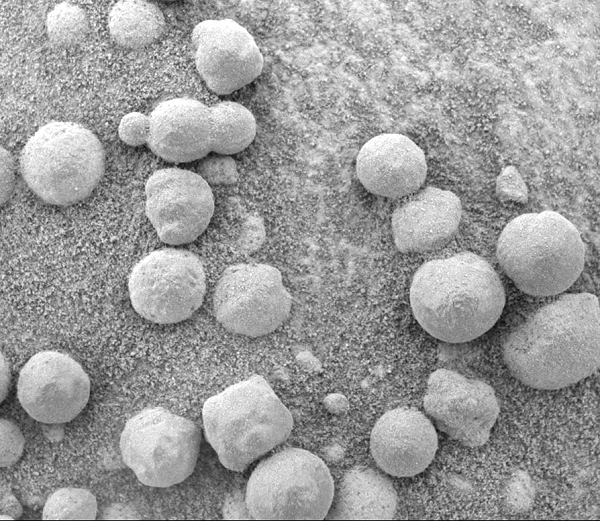
«Чорниця» (конкреції гематиту) на скелястому оголенні в кратері Ігл на Марсі.

Сферули (геологія) — вуглецеві утворення з включеннями наноалмазів. Гіпотетично мають космічне походження. Виявлені у Північній Америці — в районах можливого падіння надметеориту.
Розрізняють сферули вуглецеві, магнітні, сферули-тектити, та золи виносу (ценосфери).
- Вуглецеві сферули. Сферичні вуглецеві утворення, характерною особливістю яких є наявність наноалмазів. Гіпотетично мають космічне або імпактне походження. Виявлені у Півн. Америці.
- Магнітні сферули. На думку більшості дослідників мають земне ендогенне походження, пов'язане з пористими магматичними породами андезито-базальтового складу[1][2]. Інша гіпотеза — імпактне походження. Форми виділення: краплеподібні, кулясті, гроноподібні утворення крупністю 0,1-1,7(3) мм. Містять магнітні метали та їх мінерали.

За складом виділяють три типи магнітних сферул: І типу — складені магнетитом та міоцит-магнетитом, іноді мають ядра з самородного заліза. Домішки: Ni (до 0,9 %); Cu (до 0,2 %). Колір чорний, поверхня гладенька або шорстка, блиск металічний. ІІ типу — скляні сфери з мінеральними фазами складних оксидів Fe, Ti, Mn, Si та ін. Зустрічаються Fe-ядра, дендровидні та сноповидні утворення армолконіту, ільменіту, пірофаніту, шорломіту та шпінелідів. Колір чорний, поверхня гладенька, блиск скляний. ІІІ тип — щільно упаковані зерна магнетиту. Колір стальний, сірий, поверхня шорстка, блиск металічний.
Супутні мінерали магнітних сферул: графіт, корунд, кварц, сполуки Fe-C, Zn-O, природні сплави Fe-Cr, Cu-Zn, Cu-Pb-Sn, Zn-Cu-Pb-Sn, самородні метали: Fe, Zn, Pb, Ag, Cu.
Знахідки: Приазов'я (Україна), у гранітоїдах Алтаю, кімберлітах України та Росії (Республіка Саха), вулканітах Сіхоте-Аліня, пірокластичних осадах кальдерового озера Баромбі Мбо (південно-західний Камерун). Крім того, виявлені на Марсі.
Сферичні мінеральні утворення виявляють у різних геологічних обстановках і різноманітних за складом породах. Їх єднає незвичайна форма й внутрішня будова, аномальний хімічний склад і те, що вони перебувають у парагенетичному зв'язку із самородними металами й інтерметалічними сполуками. У осадові відклади сферули потрапляють, імовірно, з експлозійним матеріалом або при руйнуванні магматичних порід.